# Zoroaster actinocles
Zoroaster actinocles is een zeester uit de familie Zoroasteridae.
De ster komt uit het geslacht Zoroaster en leeft in de zee. De wetenschappelijke naam van de soort werd in 1919 gepubliceerd door Walter Kenrick Fisher.